# Gorenja Kanomlja
Gorenja Kanomlja je naselje v Občini Idrija.